# Věž Montgó
Věž Montgó, katalánsky Torre d'en Montgó, je strážní věž v katalánském městě L'Escala. Nachází se na východ od historického centra města na vrcholu hory Montgo. Byla postavena na obranu proti pirátství v roce 1598 na příkaz krále Filipa. V blízkosti cesty vedoucí na věž byly nalezeny pozůstatky římského města z 2. až 3. století.
Je to kruhová věž s šikmou základnou, postavená z kamenů různých velikostí, spojených vápennou maltou. Skládá se z přízemí a dvou pater. Věž má dveře v přízemí, ale hlavní vchod se nachází v prvním patře a je přístupný z vnějšího železného schodiště, které bylo přidáno v současnosti. Vrata jsou také ze železa. Na vrcholu se částečně dochovalo cimbuří. Na úrovni prvního patra je několik střílen. V interiéru jsou kamenné klenby.
Roku 1949 byla prohlášena španělskou kulturní památkou.